# Gunday
Gunday ist ein indischer Action-Krimi-Thriller, der unter der Regie von Ali Abbas Zafar gefilmt wurde. Neben Priyanka Chopra spielen Arjun Kapoor und Ranveer Singh die Hauptrollen. Irrfan Khan ist in einer Nebenrolle zu sehen. Der Film erschien am 14. Februar 2014 unter dem Yash-Raj-Films-Banner.

## Handlung
Der Film öffnet mit der historischen Unabhängigkeit Bangladeschs, nach dem dritten Indo-pakistanischen Krieg von 1971. Zwei hungernde Kinder, Bikram und Bala, werden von einem Mann namens Lateef aufgenommen, der den Kindern anbietet, für ihn zu arbeiten und illegale Pistolen an Männer zu schmuggeln. Er sorgt sich um sie bis zu dem Tag an dem ein Armeeoffizier, dem sie Pistolen lieferten, Lateef bedrängt einen der zwei Jungen zurückzulassen, um ihn als Kindersexsklave arbeiten zu lassen oder er würde Lateefs Tochter mitnehmen. Bikram bekommt das mit und erzählt Lateef, dass er zurückbleiben wird, um Bala, seinen Freund zu retten. Bala kommt zurück, um Bikram zu retten, und tötet den Armeeoffizier. Die zwei Jungen laufen davon, da Lateef von der Polizei getötet wurde.
Sie erreichen Kalkutta mit dem Zug und verdienen ihren Lebensunterhalt in einem kleinen Restaurant. Bala zankt sich mit dem Eigentümer, der ihn schlägt und ihn einen Flüchtling nennt. Sie fangen an, Züge zu plündern und verkaufen die Kohle auf dem Markt zu einem niedrigeren Preis. Bala schlägt den Eigentümer des Restaurants und ermahnt ihn Kinder nicht zu misshandeln. Als Erwachsene plündern Bikram und Bala große Kohlenzüge. Währenddessen töten sie den berühmten Kohlenhändler Divakar, der sie Flüchtlinge nennt und illegal mit  Kohle handelt. Aber die Herzen der beiden Männer sehnen sich immer nach einem guten Leben.
Von Pistolenboten zu Kohlenbanditen, ändern sie ihr illegales Unternehmen zu einem legalen Geschäft mit der Hilfe von Kali Kaka. Sie bauen Schulen und Krankenhäuser und werden von der Stadt als Helden gefeiert. Sie stellen Leute ein und stellen Hilfe für Arme zur Verfügung.
Sie sind zu gutherzigen Personen geworden, doch eines Tages werden sie von A.C.P. Satyajeet Sarkar ins Visier genommen. Er ist nach Bangladesch gefahren, um die beiden zu verhaften für die Taten, die sie begangen hatten. A.C.P. Satyajeet Sarkar sieht, dass die beiden Männer sich verändert haben und warnt sie zu verhaften bei dem kleinsten Vergehen. Eine Kabaretttänzerin, Nandita, tritt in das Leben von Bikram und Bala ein, die sich sofort in Nandita verlieben.
Bikram und Bala einigen sich darauf, dass Nandita denjenigen heiraten soll, den sie liebt.
Nandita ruft sie zum Theater, wo Bala in einen Streit mit einer Person gerät, der abwertende Kommentare über Nandita ablässt. Bala tötet den Mann. Bikram bittet Bala, für jetzt davonzulaufen, sodass er sicher sein kann und verspricht, Nandita nicht zu treffen, bis er zurückkehrt.
Nandita beichtet Bikram, dass sie sich in ihn verliebt hat und bittet ihn, zum Durga Puja zu kommen, weil sie ihn sonst nie wieder sehen wird. Bikram stimmt dem Treffen zu. Bala erfährt durch seinen Gefolgsmann Himanshu davon und kehrt am Durga Puja nach Kalkutta zurück. Er entdeckt Bikram und Nandita zusammen und schießt auf Bikram aus Wut. Aber die Kugel verfehlt ihr Ziel und trifft Nandita. Sie wird ins Krankenhaus gebracht und überlebt. Bikrams und Balas Freundschaft ist vorbei.
Bala findet heraus, dass ihr ganzes Geschäft auf Bikrams Namen aufgebaut ist. Verärgert bittet er Bikram um die Teilung des Geschäfts. Bikram stimmt zu und überträgt die Hälfte des Geschäfts an Bala.
Bala spricht über das Teilen von Nandita zwischen ihnen und der „Sieger“ kann sie heiraten. Bikram wird sauer und die beiden fangen an zu kämpfen.
Bikram gewinnt, aber verschont Bala, da Bala einmal Bikram gerettet hat, als sie Kinder waren. Bikram warnt Bala, Nandita nicht zu belästigen, oder er würde ihn töten. Bikram und Nandita entscheiden sich dazu zu verheiraten, aber sie wird von Bala gekidnappt. Bikram verbündet sich mit Sarkar gegen Bala. Nandita hat Mitleid mit Bala, weil er sie möchte. Er droht ihr, sie zu töten, wenn sie Bikram nicht verlässt.
Sie zählt ihm dann die Eigenschaften auf, die Bikram hat Bala nicht. Bala lässt Nandita gehen, weil er seinen Fehler einsieht.
Es wird offenbart, dass Nandita eine Undercover Polizistin ist, die für Sarkar arbeitet, die ihm dabei hilft, Bikram und Bala zu trennen.
Inzwischen erfährt Bikram die wahre Identität des Mannes, den Bala eigentlich getötet hat. Er lebt und ist Polizist. Bikram ist davon überzeugt, dass das Polizeisystem Bikrams und Balas Unschuld und Kindheit zerstört hat. Nandita erzählt Bikram von ihrer wahren Identität. Bikram ist schockiert und wird verrückt. Er macht auch sie dafür verantwortlich, dass er in Schwierigkeiten geraten ist.
Bala ist in eine Falle getappt, die sein Gefolgsmann Himanshu ihm gestellt hat. Er ist der Bruder des verstorbenen Kohlenbanditen, den Bikram und Bala erlegt haben. Himanshu erzählt Bala über Nanditas wahre Identität und versucht Bala zu töten. Überraschenderweise taucht Bikram auf und rettet seinen Freund. Bala verschont Himanshu und tötet ihn nicht. Bikram und Bala vereinigen sich wieder. Dabei sind sie von Polizisten umzingelt und eine Verfolgungsjagd beginnt. Kein Polizistin kann sie fassen, doch Sarkar und Nandita schaffen es und bedrängen sie aufzugeben. Plötzlich kommt ein Zug vorbei und Bikram und Bala rennen, um ihn zu erwischen. Hinter ihnen feuern Sarkar und Nandita Kugeln ab. Der Film endet mit einer Kugel, die auf sie zu fliegt und ihren kraftvollen Worten, die die Ende der Geschichte erzählt.

## Musik
| #  | Titel                                      | Sänger                                        | Länge |
| -- | ------------------------------------------ | --------------------------------------------- | ----- |
| 1  | Jashn-E-Ishqa                              | Javed Ali, Shadab Faridi                      | 4:21  |
| 2  | Tune Maari Entriyaan                       | KK, Neeti Mohan, Vishal Dadlani, Bappi Lahiri | 5:12  |
| 3  | Jiya                                       | Arijit Singh                                  | 4:43  |
| 4  | Asalaam-E-Ishqum                           | Bappi Lahiri, Neha Bhasin                     | 4:38  |
| 5  | Saaiyaan                                   | Shahid Mallya                                 | 4:16  |
| 6  | Mann Kunto Maula                           | Altamash Faridi, Shadab Faridi                | 4:45  |
| 7  | Gunday                                     | Sohail Sen                                    | 2:46  |
| 8  | Rhythm of Jashn-E-Ishqa                    | Shadab Faridi                                 | 2:00  |
| 9  | Mann Kunto Maula (klassisch)               | Altamash Faridi, Shadab Faridi                | 5:10  |
| 10 | Tune Maari Entriyaan – Bengalische Version | Bappi Lahiri, Monali Thakur                   | 5:09  |